# Setge de Barcelona (1472)
El setge de Barcelona de 1472 fou un dels episodis de la guerra civil catalana.

## Antecedents
El 29 de juny de 1466 mor el conestable Pere de Portugal i les autoritats catalanes oferiren la corona a Renat I d'Anjou, net de Joan I d'Aragó. Joan II de Lorena, que entrà com a lloctinent a Barcelona el 31 d'agost de 1467, i va trigar a reunir l'exèrcit amb què actuaria a Catalunya, així que Joan el Sense Fe va intentar aprofitar per ocupar l'Empordà per impedir l'avenç de l'exèrcit angeví cap a Barcelona un cop creués els Pirineus, i per això calia prendre Roses, de manera que a finals de setembre de 1466 l'exèrcit reial, al comandament de la reina Joana Enríquez s'hi va dirigir des de Manresa, passant per Olot, Besalú i Banyoles i el 22 d'octubre va començar l'assalt, però Roses va resistir i aquest fracàs va possibilitar l'avenç de l'exèrcit angeví, del que l'avançada va entrar al Principat el gener de 1467 i va arribar a Barcelona a mitjans de febrer després de prendre Castelló d'Empúries l'1 de febrer. Els angevins van ser aclamat pels seus desmoralitzats habitants, que en aquells moments patien greus penúries econòmiques. A mitjan abril va creuar els Pirineus el gruix de l'exèrcit angeví amb Joan II de Lorena al capdavant, i a qui Lluís XI feia poc que havia renovat la promesa de suport. Tot i això, no es va dirigir directament a Barcelona, sinó que abans va intentar prendre Girona, el principal nucli realista al nord de Catalunya. A mitjan agost va haver de desistir del setge emprès el 7 de juliol després d´haver-se apoderat de la major part de l'Alt Empordà davant l'anunci de l'arribada d´un exèrcit realista d´auxili al comandament del joveníssim príncep Ferran. Per por de veure's atrapat entre dos focs, va aixecar el campament i el 3 de setembre va entrar a Barcelona. La retirada de Joan d'Anjou de les comarques gironines va permetre una contraofensiva realista comandada pel príncep Ferran, que es va apoderar de diverses places de l'Alt Empordà. En el seu suport va salpar Joan el Sense Fe des de Tarragona al capdavant d'una flota que va desembarcar a Sant Martí d'Empúries el 2 d'octubre
El 21 de novembre de 1467, un comboi que surt de Sant Martí d'Empúries dirigit per Joan Ramon Folc IV de Cardona és derrotat amb les seves tropes reialistes contra les revoltades, dirigides per Ferri II de Lorena, el comte de Vaudemont, gendre del rei Renat d'Anjou, i per Pere Joan Ferrer i altres capitans catalans, de manera que el príncep Ferran d'Aragó es veu obligat a refugiar-se en una casa del centre de Viladamat, on fou rescatat per Alfons d'Aragó i d'Escobar.
La derrota obligà el rei Joan II i el seu hereu a refugiar-se a l'estol reial i a tornar a Tarragona per dirigir-se a Cervera. Per a Joan el Sense Fe i el príncep la derrota de Viladamat va ser la fi de les seves esperances d'aconseguir una victòria ràpida a la guerra i mentre Joan d'Anjou reforçava la seva autoritat davant les institucions catalanes i va reduir considerablement la intranquil·litat a la ciutat a causa de la crisi econòmica i financera. A mitjan desembre de 1467 el mateix Joan d'Anjou va partir per a l'Empordà per completar la victòria de Viladamat assetjant el castell de Sant Martí d'Empuries, que va acabar rendint-se quatre mesos després, el 15 d'abril de 1468, i poc després el castell de Begur. Poc després, a mitjans de juny, Joan d'Anjou va creuar els Pirineus per reclutar un exèrcit de reforç que li permetés apoderar-se de Girona, l'últim bastió realista a la zona, defensat per Alfons d'Aragó, qui el 23 de maig de 1468 vencé l'host del comte de Vaudemont, que avançava cap a Sant Joan de les Abadesses. Finalment, els reforços del duc de Lorena van portar a la capitulació de Girona l'1 de juny de 1469.
A principis d'agost del 1470, Joan d'Anjou va tornar a Barcelona i va caure malalt, on va morir pocs mesos després, el 16 de desembre de 1470. Les autoritats barcelonines li van rendir un sentit homenatge i va ser substituït a la lloctinència de Catalunya per un fill natural seu, Joan de Calàbria, que no va arribar a Barcelona fins al 12 de juny de 1471 i amb qui comença l'etapa final marcada pels desastres per als antijoanistes, la defecció d'importants personatges, la manca de recursos per l'empobriment general i l'aïllament internacional.
Bernat II de Vilamarí, el comandant de la marina de Joan el Sense Fe, va aconseguir el 19 de setembre la defecció de Cadaqués, amb un port de molta importància, però fou reconquerida per la Generalitat el 29 de desembre i els mesos següents Berga, el 23 d'abril, i Tamarit, el 10 de setembre del 1471. Però aquesta va ser la seva última victòria.
A finals de l'estiu de 1971 Joan el Sense Fe va deixar de banda la tàctica de conquerir el territori fortalesa a fortalesa i es va decidir a aïllar per terra i per mar Barcelona, el centre de la revolta. El primer pas va ser la presa de Blanes el 17 de juliol pels defectors Bernat d'Armendaris i Joan Sarriera, i pocs dies després Joan Sarriera rendí Hostalric, completant l'aïllament de Barcelona de l'Empordà i de França. El rei va avançar cap a la capital, i el 10 d'octubre va acampar a Martorell, i a mesura que aquesta avançava, el clima de derrota s'anava estenent entre les files de la Generalitat. L'11 d'octubre, Joan Margarit i Pau, Joan Sarriera, Bernat d'Armendaris, Pere Joan Ferrer, Jaume Alemany, Bernat Margarit i Bernat Senesterra enviaren una carta a Barcelona justificant el seu canvi de bàndol. Lluís Despuig, el mestre de l'Ordre de Montesa i nou lloctinent a Catalunya, va entrar a Girona el 18 d'octubre sense combatre perquè els defensors van passar al bàndol reialista pels suborns que van rebre, i immediatament després va caure en mans reialistes gairebé tot el Baix Empordà, mentre que al Vallès les tropes d'Alfons d'Aragó i del comte de Prades prenien Sant Cugat del Vallès, Sabadell i Granollers, culminant la seva ofensiva amb la gran victòria de la batalla de Santa Coloma de Gramenet del 26 de novembre de 1471 en què fou derrotat l'exèrcit de la Generalitat al comandament de Dionís de Portugal i Jaume Galiotto. Les victòries reialistes van accentuar la crisi i les discrepàncies al bàndol rebel. El 19 de novembre van ser desterrats a Provença per ordre de Joan de Calàbria sis personatges importants, entre els quals s'incloïen l'abat de Montserrat i el del monestir de Sant Cugat del Vallès. L'única esperança que els quedava era l'ajuda de França, però aquesta no arribaria, perquè Lluís XI estava en guerra amb Carles I de Borgonya. Tampoc va ajudar a la causa angevina la mort del papa Pau II i la seva substitució per Sixt IV l'agost de 1471, un papa més favorable a Joan el Sense Fe, probablement gràcies als consells del cardenal valencià Roderic de Borja. Amb bona part de Catalunya recuperada per les tropes reials, començà el setge de Barcelona.

## El setge
Joan el Sense Fe va establir la seva caserna general al monestir de Pedralbes, on van arribar el seu fill el príncep Ferran, el llegat papal Roderic de Borja i els ambaixadors del seu aliat el duc Carles I de Borgonya, i aquests últims es van postular el 15 de setembre com a mediadors però Joan de Calàbria va rebutjar el seu oferiment.
La defensa de la ciutat estava en mans del comte de Pallars, que odiava els Antequera i havia estat nomenat gran conestable l'octubre de 1471. Va lluitar tenaçment per contenir els assetjadors a l'entorn de Pedralbes, el 13 de maig va estar a prop fins i tot de cremar el seu campament, però només podia cobrir les baixes amb milicians desencantats i amb la petita partida de francesos del governador del Rosselló Antoine du Lau, que el 4 d'abril va derrotar en la batalla de Perelada Joan el Sense Fe quan intentava prendre l'Empordà. El juliol de 1471, Montjuïc va caure en mans reialistes, però Joan volia evitar un assalt a la ciutat.
Joan el Sense Fe va tractar de forma generosa les poblacions que anaven caient en poder seu des de finals de 1471, amb el perdó general dels crims comesos, fins i tot els de lesa majestat, confirmació dels privilegis anteriors a la guerra, promesa de restituir els béns, exempció de pagament de censos i tributs per un temps prudencial per tal de refer-se de les penalitats sofertes i la llibertat de presoners i ostatges, va animar altres localitats fins llavors fidels a les institucions catalanes a rendir-se al bàndol reialista, com Sarrià el 24 d'abril de 1472, Badalona l'11 de maig, Vic el 14 de juny, Manresa el 17 de juny, i La Roca del Vallès, Santa Margarida de Montbui i Canovelles el 24 de juny. Barcelona, assetjada per terra per mar amb la flota de setze naus i vint galeres de Bernat II de Vilamarí va continuar resistint, malgrat les dures condicions econòmiques en què vivien els seus habitants i de les creixents disputes internes, en espera de l'hipotètic auxili que pogués rebre del mateix Renat des de Provença o de Lluís XI de França.
El juliol de 1471 va arribar un comboi amb blat va arribar des de Gènova, però el menjar va començar a escassejar quan els reialistes van capturar els horts dels afores, i una expedició de mercaders catalans va fracassar en novembre. El Papa Pau II, favorable als angevins, havia estat succeït a l'agost de 1471 per Sixt IV, que va donar suport als Antequera. Roderic de Borja, llegat de Sixt IV va arribar a València el juny de 1472 per unir als regnes hispànics a la Lliga Santa per lluitar contra els otomans, i duia una missiva papal que autoritzava el matrimoni del príncep Ferran i Isabel de Castella, que s'havien casat en secret en 1469. El llegat papal i l'arquebisbe de Tarragona van anar a Barcelona, allotjant-se al castell de Bellesguard, però el seu intent de reconciliar el rei i els rebels el 26 d'agost va fracassar, i uns dies després va ser capturat i empresonat, sent alliberat per intervenció de Joan de Calàbria per alliberar-lo. Després del seu fracàs, Borja va marxar el 4 de setembre. La situació es va tornar desesperada a finals de setembre quan la flota enemiga va tallar els subministraments per mar i el duc de Milà va suspendre l'enviament des de Gènova de vaixells carregats de provisions. En aquell moment, amb una Barcelona sotmesa al racionament i que només tenia queviures per a una setmana, les autoritats de la ciutat van decidir confiar en la magnanimitat de Joan el Sense Fe, i la carta que els envia el rei el 6 d'octubre els diu que «usarem cap a vosaltres d'amor paternal i us rebrem i tractarem com a fills amb tota caritat i amor», aclarint tots els dubtes dels assetjats i el 8 d'octubre el Consell de Cent va aprovar el reconeixement de la seva autoritat, cosa que va accelerar les negociacions que s'estaven mantenint des de principis de mes.

## Conseqüències

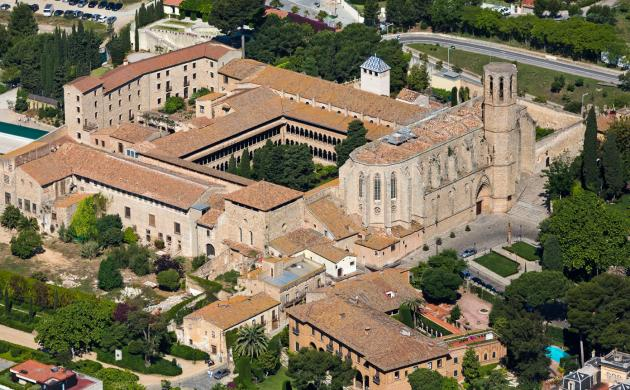
Monestir de Santa Maria de Pedralbes, on van tenir lloc les converses que van dur a la pau

El 16 d'octubre es va arribar a l'acord i els generosos termes de la rendició van ser recollits a la Capitulació de Pedralbes signada al Monestir de Santa Maria de Pedralbes el 24 d'octubre de 1472 que significa el final d'una guerra que acaba sense vencedors ni vençuts. Joan el Sense Fe únicament demana que s'anul·li la capitulació de Vilafranca. Les mesures de clemència i una preferència a la Diputació rebel davant la reialista permeteren seguir en el càrrec diputats que havien estat opositors i portaren alguna divisió, però pacificaren el país. A causa de la seva significació en el bàndol de la Generalitat, en la que comandà la host del Consell del Principat, i en 1463 s'instal·là a Cervera, on establí el seu quarter general, el rei exclogué el comte de Pallars de la Capitulació de Pedralbes.
Calia treballar per solucionar els greus problemes econòmics, ja que Catalunya estava arruïnada després de la guerra. Les Corts de 1473 celebrades a Perpinyà i Barcelona n'aborden el tema de la recuperació econòmica, que no se solucionà, i el canvi d'obediència del Principat de Catalunya de Renat d'Anjou a Joan II es va resoldre de manera molt simple donant garanties a Joan de Calàbria perquè ell, el seu seguici i tots aquells que no volguessin obeir Joan el Sense Fe poguessin abandonar el Principat donant un any per vendre tots els seus béns mobles i immobles. Les dues Diputacions del General, una de reialista amb seu a Tarragona i una altra de rebel amb seu a Barcelona es fusionaren. La restitució general de béns no es va resoldre ni a Pedralbes ni durant la resta de la seva existència. Llegat de la guerra civil, va anar arrossegant-se penosament durant deu anys, fins a la seva resolució per Ferran el Catòlic a les Corts de Barcelona de 1480.